# Mario Cabré
Pour les articles homonymes, voir Cabré (homonymie).
Mario Cabré Esteve plus connu sous le nom de Mario Cabré né le 6 janvier 1916 à Barcelone, et mort le 11 juillet 1991 à Barcelone, est un matador espagnol.

## Présentation et carrière
Ses parents sont acteurs de théâtre. Le garçon commence à s'intéresser à la tauromachie  à l'âge de  dix huit ans. Il participe alors aux fêtes de villages catalans  ou "Cabrerito" et il débute rapidement en novillada avec picador dans la Monumental de Barcelone le 23 septembre 1934 avec le mexicain Silverio Pérez et Rafael Ortega Gómez Gallito, devant des novillos de don Argimiro Pérez. Sa carrière est interrompue par la guerre civile, il  recommence à toréer le 10 août, à Madrid en compagnie de Pepete de Triana (Pascual Márquez). Après vingt novilladas en 1943, il prend son alternative à Séville avec pour parrain Domingo Ortega, et pour témoin El Estudiante devant des taureaux de la ganaderia Curro Chica. Il confirme à Madrid le 8 du même mois avec pour parrain Domingo Ortega, et pour témoin Antonio Bienvenida devant le taureau Cantito de l'élevage Muriel.

## Le torero acteur
Les contrats sont rares pour lui, mais il mène en même temps une carrière d'acteur au cinéma et au théâtre, ce qui l'éloigne du "mundillo". Il tourne en Espagne, aux États-Unis, au Mexique et en France jusqu'en 1951. En Espagne avec la réalisation Guzmán Merino : El Centauro, (1946) avec Butragueno : La Mujer, el torero, el toro, en Angleterre avec Albert Lewin  dans Pandora : au Mexique avec Tercio de quites de Emilio Gómez Muriel, en France avec Maurice Cloche Nuits andalouses (1954).
Blessé le 24 septembre 1957 à Barcelone, ses apparitions dans le ruedo se font de plus en plus rares. Il fait sa despedida à Barcelone en compagnie de Antonio Bienvenida, Joaquín Bernadó et José Maria Clavel. Il se retire définitivement le 9 octobre 1960 à Palma de Majorque.

## Style
Torero élégant, séducteur, il est connu comme « l'homme que Ava Gardner a aimé », mais aussi pour sa célèbre véronique donnée à  main basse.
Après avoir quitté les arènes, il est retourné au théâtre où il a connu plusieurs succès. Il était aussi poète. Ses ouvrages ont été salués par la critique de l'époque. Il a publié notamment Pablo Ruiz Picasso y laberintos de redes : Poemas, (1981). Il est cité dans le dictionnaire de la poésie espagnole.